# Claudie Titty Dimbeng
Pour les articles homonymes, voir Dimbeng.
Claudie Titty Dimbeng, dite Dimbeng, est une artiste plasticienne vivant à Paris.
Elle est notamment à l’origine du Mixed Art Relief, une technique mixte qui consiste à produire une œuvre où la matière, les formes et les couleurs fusionnent grâce au « sfumato » de la Renaissance, contribuant à la mise en relief de l’œuvre qui peut être abstraite ou figurative.

## Biographie

### Enfance et formation
Les fonctions de son père, diplomate, la mènent en Allemagne (1971-1973) et en Autriche (1982-1986) où elle obtient son Baccalauréat économique au lycée français de Vienne, ce qui lui permet d’aller à Paris pour faire ses études supérieures.
Se pliant d’abord aux exigences paternelles, elle entame des études en Sciences économiques à l’université d’Assas qu’elle abandonne très vite au profit d’une année préparatoire en arts à l’Académie Charpentier, puis intègre en 1987 l’École supérieure des Arts Modernes, où elle étudie l’architecture d’intérieur.

### Carrière artistique
Depuis sa 1re exposition publique en 2002 à la Galerie Lorizon à Paris, les œuvres de Dimbeng ont été exposées en Afrique, aux Émirats arabes unis et en Europe, notamment au siège de l’UNESCO, où elle représentera la Côte d’Ivoire en 2012, au Musée du Quai Branly en 2011 et au musée Kino Kino de Sandnes en Norvège en 2015.
Elle expose pour la première fois dans son pays natal en 2013 en présentant sa collection « Retour vers le Futur » à la Galerie Arts Pluriels d’Abidjan.

## Œuvre et parcours

### Le Mixed Art Relief
Dimbeng est à l’origine du Mixed Art Relief, une technique mixte qui consiste à produire une œuvre où la matière, les formes et les couleurs fusionnent grâce au « sfumato » de la Renaissance, contribuant à la mise en relief de l’œuvre qui peut être abstraite ou figurative.
Les matériaux, tels que le raphia ou le tapa (écorce d’arbre), apportent plus de texture à la couleur et le sujet se révèle progressivement. Lorsque la toile est « sculptée », ce sont autant de facettes de la vie qui jaillissent par des symboles. Dans le cas de Dimbeng, il s ‘agira de la procréation, de formes animales, de formes végétales ou humaines.
Le Mixed Art Relief prend sa source dans le Vohou-vohou, né dans les années 1970 à l’école des beaux-arts d’Abidjan.
Littéralement, en langue gagou, « vohou » signifie pêle-mêle, n’importe quoi. C’est une revendication à la fois esthétique et idéologique, une recherche et une affirmation identitaire qui consistent à mettre en avant son identité culturelle. C’est un art qui utilise le collage et la récupération dans un esprit qui donne à l’artiste la liberté de créer en fonction de son environnement.
Au-delà du concept artistique, le Mixed Art Relief est un courant de pensée qui s’inscrit dans le lien entre l’artiste et ses terres d’origines, d’adoption et de passage. Le croisement et la mise en relief des différentes cultures définissent ainsi une nouvelle identité.
« L’esthétique a autant d’importance à mes yeux que le message, la forme et le fonds se servent mutuellement », Dimbeng.

### Thèmes de prédilection et collections
| 1re période | * Un et un trois, 2002 (hommage à la famille) * Le Gynécée 1, 2003 (la femme et l’enfant) * Terre d’O, 2004 (hymne à la Nature) * Terre d’Hommes, 2005 |
| 2e période  | * Le gynécée 2, 2006 (la femme et le père) * Vues du Sud, 2010, (Cette collection inspirée par ses voyages en Afrique du Sud entre 2009 et 2010, est une réflexion sur le concept de « Rainbow Nation » et sur les apports et l’enrichissement culturels.) * Retour vers le Futur, 2013 (1re exposition dans son pays natal) |
| 3e période  | * L’année du cheval, 2014 (Abidjan Art Festival 2014) * Le Gynécée 3, 2015 (la femme et son plaisir) pour Clit Revowlution |

### Collaborations
- 2011 : Rencontre avec la photographe et journaliste Mélanie Challe[11] (1982-) à l’occasion de son portrait que la journaliste réalise avec sa consœur Sonia Ghézali dans le cadre du Festival « L’Afrique dans tous les sens »[12] pour lequel Dimbeng expose au Musée du Montparnasse et au Musée du Quai Branly. En 2013, Dimbeng réalise avec Mélanie Challe des sérigraphies à partir de photos de détails de ses œuvres. La photographe réalise en outre plusieurs portraits de Dimbeng et photographie régulièrement ses œuvres.
- Festival International de Poésie et d’Arts Cri de Femme 2015[13] : collaboration avec la sociologue et poétesse Stéphanie Melyon-Reinette (1982-), alias Nèfta Poetry[14] pour le projet « Clit Revowlution » : installation peinture son et image sur le thème du plaisir féminin. Création de peintures inspirées de textes de femmes sur leurs expériences positives ou négatives. Enregistrements vocaux et vidéo de leurs textes recueillis avec Nèfta Poétry et mis en relation avec les œuvres exposées.
- Valentin Caro[15], peintre (1956-) : collaboration depuis 2006 qui aboutit en 2015 à une expo commune sur la célébration de la femme (un des thèmes de prédilection de Dimbeng): « Le 1er Homme était une Femme »[16] à la Bab’s Galerie.
- Collaboration avec le site Black(s) to the Future[17] qui propose une vision décomplexée et afrofuturiste de l’Afrique. Dimbeng écrit plusieurs textes associés à quelques-unes de ses œuvres pour la rubrique « Syncretics ».

### Controverse
En 2015, à l’occasion de la 2e édition de « L’art pour la paix » sur le thème « La femme et la paix » (réf), une initiative de l’artiste et curateur Fulgence Niamba, parrainée par la délégation de Côte d’Ivoire auprès de l’UNESCO, les 3 œuvres de Dimbeng sélectionnées par le curateur sont censurées par un « comité d’éthique de l’UNESCO ». Il s’agit de « Je suis femme » (100 × 100 cm), « Au cœur du corps » (89 × 116 cm) et « Révolution » (300 × 200 cm), qui montrent la femme et son sexe.
Dimbeng choisit de maintenir sa participation en proposant deux œuvres plus consensuelles : Origine et Le 1er Homme était une Femme et de s’exprimer à ce sujet lors de la conférence de presse donnée à l’UNESCO le 30 juin 2015. La veille, dans un courrier adressé au curateur à l’attention du comité, elle trouve « regrettable qu’en 2015, ces œuvres, qui ne portent aucunement atteinte à la dignité humaine, soient soumises à la censure de l’UNESCO qui limite ainsi la liberté artistique. » Et elle conclut par ces mots : « Cette exposition qui a pour but de mettre la femme à l’honneur à travers l’Art est une négation même de l’Art et de la femme alors qu’elle est soumise à toutes les formes de discrimination. »

## Principales expositions

### Expositions individuelles
- 2015 : Clit revowlution, Cri de Femmes, Festival International de Poésie et d’Arts, chez Max et Val, Paris
- 2013 : Retour vers le futur, Galerie Guirandou Arts Pluriels, Abidjan, Côte d’Ivoire[20]
- 2003 : Massao, Festival International de Voix de Femmes, Douala, Cameroun[21]
- 2002 : Un et un, trois, Galerie Lorizon, Paris

### Expositions collectives
- 2015 : Espaces de Lumière, UNESCO, Paris ; Space and Light[22], Hôtel de ville de Vilnius, Lituanie ; L'Art pour la Paix: la femme et la paix, UNESCO, Paris ; Le Premier Homme était une Femme, Bab’s galerie, Paris ; La Voix de l'Afrique: Transmigration et créativité, Sandnes Kunsforening, Kino Kino, Norvège
- 2014 : Vohou-Vohou, Église Saint-Merry, Paris[23] ; Portes Ouvertes du Chêne avec la Bab’s Galerie, Villejuif, France ; Des Femmes, « 91. Lieu Improbable », avec la Bab’s Galerie, Bagnolet, France
- 2013 : Influences africaines, Bab’s Galerie, Bagnolet, France
- 2012 : Semaine de l'Afrique, UNESCO, Paris
- 2011 : Diasparis, Musée du Montparnasse, Paris ; Le Maquis imaginaire, Musée du Quai Branly, Paris
- 2010 : Festival L'Afrique dans tous les Sens, La Bellevilloise, Paris
- 2006 : Blicke auf die Elfenbeinküste avec La Maison du Supporter et le Musée des Civilisations de Côte d’Ivoire, Stadtgalerie „Alter Turm“ Niederkassel, Allemagne[24]
- 2005 : Salon Index, World Trade Center Dubai ; galerie Images d'Artistes, Paris
- 2003 : L'Esprit du voyage, Espace l'Harmattan, Paris

### Publications
- 2015 : MIDAA, Magazine international du droit des affaires en Afrique, No 6 - juin 2015
- 2014 : Who is Who, des Artistes visuels contemporains en et de la Côte d’Ivoire, Tome 1 - Édition 2014

### Distinctions
- 2015 : diplôme de l’Association des artistes de Lituanie pour le projet d’art international « Espaces de Lumière »

### Missions culturelles
- 2010 : Commissaire de l’exposition Made in South Africa - MSA pour l’Office de Tourisme d’Afrique du Sud en France : sélection d’artistes contemporains à travers toute l’Afrique du Sud qui sera intégrée à diverses expositions dans le cadre de la saison sud africaine en France en 2013[9].
- 2005 : Chef du projet PREPAROS (Projet de Réhabilitation du Palais Royal du Sanwi) en Côte d’Ivoire. Mandatée par le Conseil Général d’Aboisso (Côte d’Ivoire) pour la recherche de financements, l’élaboration d’un projet architectural et touristique.

### Résidences d'artistes
- 2015 : Projet « Espaces de Lumières », à Palanga, Lituanie[25] : une résidence d’artistes de la fondation Kazimieras Zoromskis parrainée par la commission Lituanienne auprès de l’UNESCO, dans le cadre de l’année internationale de la lumière et des techniques utilisant la lumière proclamée par les Nations unies.